# Lysimachia vittiformis
Lysimachia vittiformis là một loài thực vật có hoa trong họ Anh thảo. Loài này được F.H. Chen & C.M. Hu mô tả khoa học đầu tiên năm 1979.